# Football Club Pro Vercelli 1892 2021-2022
Questa voce raccoglie le informazioni riguardanti l'FC Pro Vercelli 1892 nelle competizioni ufficiali della stagione 2021-2022.

## Stagione
Nella stagione 2021-2022 la Pro Vercelli disputa il girone A del campionato di Serie C, raccoglie 55 punti con il settimo posto finale. Partecipa ai Play-off dove nel primo turno pareggia (0-0) con la Pergolettese, passando il turno perché meglio piazzata in campionato, mentre nel secondo turno perde (0-1) con la Juventus U23. Nel girone di andata la Pro Vercelli è stata allenata da Giuseppe Scienza ed ottiene 24 punti, nel girone di ritorno passa nelle mani del tecnico Franco Lerda, raccoglie 31 punti centrando l'obiettivo Play-off. Nella Coppa Italia di Serie C la Pro Vercelli nel primo pareggia (0-0) con la Pergolettese, superando il turno ai calci di rigore (3-2), nel secondo turno pareggia ancora (2-2) con l'Albinoleffe, ma stavolta ai rigori (2-4) passano i bergamaschi. Miglior realizzatore vercellese stagionale con 10 reti Gianmario Comi.

## Divise e sponsor
Per la stagione 2021-22 lo sponsor tecnico è EYE Sport; lo sponsor di maglia è Rubinetterie Condor.

## Rosa
| N. |                   | Ruolo | Calciatore           |
| -- | ----------------- | ----- | -------------------- |
| 1  | Italia (bandiera) | P     | Nicola Tintori       |
| 1  | Italia (bandiera) | P     | Ludovico Gelmi       |
| 2  | Italia (bandiera) | D     | Alberto Masi         |
| 3  | Italia (bandiera) | D     | Alessandro Carosso   |
| 3  | Italia (bandiera) | D     | Alessandro Minelli   |
| 4  | Italia (bandiera) | D     | Andrea Cristini      |
| 5  | Italia (bandiera) | D     | Simone Auriletto     |
| 6  | Italia (bandiera) | D     | Giulio Parodi        |
| 7  | Italia (bandiera) | A     | Mattia Rolando       |
| 8  | Italia (bandiera) | C     | Simone Emmanuello    |
| 9  | Italia (bandiera) | A     | Cristian Bunino      |
| 10 | Italia (bandiera) | A     | Gianmario Comi       |
| 11 | Italia (bandiera) | C     | Matteo Della Morte   |
| 12 | Italia (bandiera) | P     | Matteo Rizzo         |
| 13 | Italia (bandiera) | C     | Mattia Vitale        |
| 14 | Italia (bandiera) | A     | Christian Silenzi    |
| 16 | Italia (bandiera) | C     | Alessandro Sangiorgi |
| 18 | Serbia (bandiera) | C     | Bogdan Jočić         |

| N. |                      | Ruolo | Calciatore           |
| -- | -------------------- | ----- | -------------------- |
| 19 | Italia (bandiera)    | C     | Luca Belardinelli    |
| 20 | Italia (bandiera)    | A     | Alessandro Romairone |
| 21 | Italia (bandiera)    | D     | Carlo Crialese       |
| 22 | Croazia (bandiera)   | P     | Dino Rendić          |
| 23 | Italia (bandiera)    | D     | Gianluca Clemente    |
| 24 | Italia (bandiera)    | C     | Luca Rizzo           |
| 27 | Marocco (bandiera)   | C     | Bilal Erradi         |
| 28 | Italia (bandiera)    | D     | Alessandro Macchioni |
| 29 | Italia (bandiera)    | D     | Roberto Iezzi        |
| 30 | Italia (bandiera)    | C     | Riccardo Secondo     |
| 32 | Italia (bandiera)    | A     | Leonardo Gatto       |
| 33 | Italia (bandiera)    | A     | Giovanni Bruzzaniti  |
| 35 | Australia (bandiera) | P     | Matteo Scali         |
| 37 | Italia (bandiera)    | A     | Giuseppe Panico      |
| 86 | Nigeria (bandiera)   | C     | Theophilus Awua      |
| 99 | Italia (bandiera)    | P     | Alex Valentini       |
|    | Belgio (bandiera)    | A     | Mohamed Guindo       |

## Calciomercato

### Sessione estiva(dal 01/07 al 31/08)
| Acquisti | Acquisti             | Acquisti       | Acquisti      |
| R.       | Nome                 | da             | Modalità      |
| -------- | -------------------- | -------------- | ------------- |
| P        | Tommaso Nobile       | Sambenedettese | fine prestito |
| P        | Dino Rendić          | Chievo         | svincolato    |
| D        | Carlo Crialese       | Perugia        | fine prestito |
| D        | Andrea Cristini      | Sambenedettese | svincolato    |
| D        | Alessandro Macchioni | Alessandria    | definitivo    |
| D        | Francesco Rodio      | Crotone        | definitivo    |
| D        | Alessandro Sangiorgi | Chieri         | fine prestito |
| C        | Thaophilus Awua      | Spezia         | svincolato    |
| C        | Luca Belardinelli    | Empoli         | prestito      |
| C        | Nunzio Montaperto    | Gozzano        | fine prestito |
| C        | Mattia Vitale        | Frosinone      | definitivo    |
| A        | Giovanni Bruzzaniti  | Crotone        | prestito      |
| A        | Cristian Bunino      | Pescara        | svincolato    |
| A        | Leonardo Gatto       | Triestina      | definitivo    |
| A        | Ilario Iotti         | Fermana        | definitivo    |
| A        | Christian Silenzi    | Cittanovese    |               |

| Cessioni | Cessioni           | Cessioni           | Cessioni      |
| R.       | Nome               | a                  | Modalità      |
| -------- | ------------------ | ------------------ | ------------- |
| P        | Manuel Gasparini   | Udinese            | fine prestito |
| P        | Simone Moschin     | Fermana            | definitivo    |
| P        | Tommaso Nobile     | Virtus Francavilla | svincolato    |
| P        | Gianluca Saro      | Crotone            | definitivo    |
| D        | Alessio Benedetti  | Liventina          | svincolato    |
| D        | Petko Hristov      | Fiorentina         | fine prestito |
| D        | Francesco Rodio    | Fermana            | prestito      |
| C        | Allan Blaze        |                    | svincolato    |
| C        | Matti Lund Nielsen | Hvidovre           | svincolato    |
| C        | Leonardo Merio     |                    | svincolato    |
| C        | Francesco Mezzoni  | Napoli             | fine prestito |
| C        | Nunzio Montaperto  |                    | svincolato    |
| C        | Jérémy Petris      | Crotone            | fine prestito |
| A        | Rocco Costantino   | Modena             | fine prestito |
| A        | Ilario Iotti       | Triestina          | prestito      |
| A        | Alessio Zerbin     | Napoli             | fine prestito |

### Operazioni fra le due sessioni
| Acquisti | Acquisti       | Acquisti | Acquisti   |
| R.       | Nome           | da       | Modalità   |
| -------- | -------------- | -------- | ---------- |
| P        | Matteo Scali   |          | svincolato |
| P        | Alex Valentini |          | svincolato |

| Cessioni | Cessioni | Cessioni | Cessioni |
| R.       | Nome     | a        | Modalità |
| -------- | -------- | -------- | -------- |

### Sessione invernale(dal 04/01 al 01/02)
| Acquisti | Acquisti           | Acquisti     | Acquisti   |
| R.       | Nome               | da           | Modalità   |
| -------- | ------------------ | ------------ | ---------- |
| P        | Ludovico Gelmi     | Atalanta     | prestito   |
| D        | Alessandro Minelli | Juventus U23 | prestito   |
| C        | Bogdan Jočić       | Verona       | prestito   |
| A        | Mohamed Guindo     | Anderlecht   | definitivo |
| A        | Alessio Nepi       | Fermana      | definitivo |
| A        | Giuseppe Panico    | Juve Stabia  | definitivo |

| Cessioni | Cessioni             | Cessioni    | Cessioni   |
| R.       | Nome                 | a           | Modalità   |
| -------- | -------------------- | ----------- | ---------- |
| P        | Nicola Tintori       | Piacenza    | prestito   |
| D        | Alessandro Carosso   | Vibonese    | prestito   |
| C        | Theophilus Awua      | Crotone     | prestito   |
| C        | Bilal Erradi         | Juve Stabia | definitivo |
| C        | Alessandro Sangiorgi | Fermana     | definitivo |
| A        | Alessio Nepi         | Lecco       | prestito   |
| A        | Christian Silenzi    | Vis Pesaro  | definitivo |

## Organigramma societario
Area amministrativa
- Franco Smerieri - Presidente
- Anita Angiolini - Vice presidente
- Paolo Pinciroli - Amministratore delegato
- Alex Casella - Direttore sportivo
- Loris Bolzoni - Segretario generale
- Christian Peretti - Area legale, rapporti con la lega e SLO
- Diana Faiella - Responsabile amministrativa
- Gianluca Pinciroli - Club manager
- Francesco Musumeci - Responsabile del settore giovanile
- Vittoria Marando - Responsabile marketing e comunicazione
- Claudio Bellosta - Fotografo ufficiale
- Donato D'Elia - Business development advisor
- Sebastiano Regis - Ufficio Stampa e Social Media Manager

Area tecnica
- Franco Lerda - Allenatore
- Andrea Nuti - Vice allenatore
- Fabio Ronzani - Preparatore portieri
- Massimiliano Nardecchia - Preparatore atletico
- Stefano Murante - Team manager
- Claudia Fin - Responsabile sanitaria
- Barbara Pilan - Medico
- Giuseppe Sulpizio - Medico
- Giovanni Brugo - Medico ortopedico
- Mario Enrico Braco - Match analyst
- Carlo Covellone - Fisioterapista
- Davide Costanzo - Fisioterapista

## Risultati

### Serie C

#### Girone di andata
| Arbitro: | Rutella (Enna) |

|                   |           |  |
| Bunino 87’ (rig.) | Marcatori |  |

| Arbitro: | D'Eusanio (Faenza) |

|                   |           |                         |
| Grandi 57’ (rig.) | Marcatori | 12’ Comi 33’ Emmanuello |

| Arbitro: | Moriconi (Roma) |

|                |           |  |
| M. Rolando 10’ | Marcatori |  |

| Arbitro: | Angelucci (Foligno) |

|  |           |                              |
|  | Marcatori | 17’ Macchioni 57’ M. Rolando |

| Arbitro: | Bordin (Bassano del Grappa) |

|          |           |                    |
| Comi 77’ | Marcatori | 36’ (rig.) Barbuti |

| Arbitro: | Galipò (Firenze) |

|                               |           |                          |
| Danti 14’ (rig.) Tronchin 35’ | Marcatori | 23’ Auriletto 71’ Vitale |

| Arbitro: | Bonacina (Bergamo) |

|  |           |                            |
|  | Marcatori | 43’ Malomo 83’ Fischnaller |

| Arbitro: | Baratta (Rossano) |

|  |           |                        |
|  | Marcatori | 19’ Spagnoli 55’ Luppi |

| Arbitro: | Petrella (Viterbo) |

|                    |           |                    |
| Galuppini 69’, 84’ | Marcatori | 3’ Bunino 13’ Comi |

| Arbitro: | Andreano (Prato) |

|                                  |           |                |
| Magri 40’ (aut.) Comi 47’ (rig.) | Marcatori | 36’ S. Ferrari |

| Arbitro: | Cherchi (Carbonia) |

|                |           |              |
| Piu 50’ (rig.) | Marcatori | 72’ L. Gatto |

| Arbitro: | Ferrieri Caputi (Livorno) |

|          |           |                                     |
| Masi 50’ | Marcatori | 30’ Cesarini 42’ Rabbi 81’ Dubickas |

| Arbitro: | Luongo (Napoli) |

|             |           |          |
| Manconi 43’ | Marcatori | 28’ Comi |

| Arbitro: | Burlando (Genova) |

|  |           |            |
|  | Marcatori | 53’ Sgarbi |

| Arbitro: | Crezzini (Siena) |

|                                               |           |  |
| Varas 51’ (rig.) Vitalucci 71’, 78’ Villa 86’ | Marcatori |  |

| Arbitro: | Acanfora (Castellammare di Stabia) |

|                |           |  |
| Della Latta 2’ | Marcatori |  |

| Arbitro: | Di Graci (Como) |

|             |           |                        |
| Silenzi 85’ | Marcatori | 35’ Rapisarda 70’ Ligi |

| Arbitro: | Turrini (Firenze) |

|  |           |                           |
|  | Marcatori | 10’ Bunino 14’ M. Rolando |

| Arbitro: | Tremolada (Monza) |

|                 |           |              |
| Della Morte 18’ | Marcatori | 84’ Guccione |

#### Girone di ritorno
| Lecco 19 gennaio 2022, ore 18:00 CET 20ª giornata | Lecco             | 0 – 0 referto | Pro Vercelli | Stadio Rigamonti-Ceppi (400 spett.)\| Arbitro: \| Cavaliere (Paola) \| |
| Arbitro:                                          | Cavaliere (Paola) |               |              |                                                                        |

| Vercelli 9 gennaio 2022, ore 14:30 CET 21ª giornata | Pro Vercelli  | 0 – 0 referto | Pro Sesto | Stadio Silvio Piola (433 spett.)\| Arbitro: \| Ancora (Roma) \| |
| Arbitro:                                            | Ancora (Roma) |               |           |                                                                 |

| Arbitro: | Nicolini (Brescia) |

|                  |           |                         |
| Dell'Agnello 24’ | Marcatori | 66’ Panico 73’ L. Gatto |

| Arbitro: | Zanotti (Rimini) |

|                        |           |  |
| Comi 6’ Della Morte 8’ | Marcatori |  |

| Trento 29 gennaio 2022, ore 15:00 CET 24ª giornata | Trento              | 0 – 0 referto | Pro Vercelli | Stadio Briamasco (600 spett.)\| Arbitro: \| Di Cicco (Lanciano) \| |
| Arbitro:                                           | Di Cicco (Lanciano) |               |              |                                                                    |

| Arbitro: | Villa (Rimini) |

|                 |           |  |
| Della Morte 53’ | Marcatori |  |

| Arbitro: | Arena (Torre del Greco) |

|           |           |  |
| Rover 72’ | Marcatori |  |

| Arbitro: | Virgilio (Trapani) |

|  |           |                               |
|  | Marcatori | 67’ Comi 75’, 77’ Della Morte |

| Arbitro: | Leone (Barletta) |

|                |           |                |
| Della Morte 9’ | Marcatori | 31’ Maistrello |

| Arbitro: | Rinaldi (Bassano del Grappa) |

|           |           |          |
| Corti 54’ | Marcatori | 31’ Comi |

| Arbitro: | Vergaro (Bari) |

|                                                    |           |        |
| Macchioni 29’ Comi 32’ Bruzzaniti 70’ Crialese 75’ | Marcatori | 2’ Piu |

| Piacenza 13 marzo 2022, ore 14:30 CET 31ª giornata | Piacenza                             | 0 – 0 referto | Pro Vercelli | Stadio Leonardo Garilli (1 520 spett.)\| Arbitro: \| Pirrotta (Barcellona Pozzo di Gotto) \| |
| Arbitro:                                           | Pirrotta (Barcellona Pozzo di Gotto) |               |              |                                                                                              |

| Arbitro: | Lovison (Padova) |

|          |           |  |
| Comi 73’ | Marcatori |  |

| Arbitro: | Burlando (Genova) |

|  |           |            |
|  | Marcatori | 61’ Panico |

| Arbitro: | Arace (Lugo di Romagna) |

|           |           |              |
| Panico 2’ | Marcatori | 20’ Scardina |

| Arbitro: | Monaldi (Macerata) |

|  |           |             |
|  | Marcatori | 60’ Chiricò |

| Arbitro: | Pascarella (Nocera Inferiore) |

|                                                     |           |                         |
| St Clair 27’ Procaccio 56’ Trotta 59’ (rig.), 90+4’ | Marcatori | 37’ Panico 87’ L. Gatto |

| Arbitro: | Andreano (Prato) |

|                         |           |              |
| Cristini 58’ Vitale 81’ | Marcatori | 43’ E. Giani |

| Arbitro: | Perenzoni (Rovereto) |

|                                          |           |  |
| Gerbaudo 25’ Monachello 81’ Guccione 85’ | Marcatori |  |

### Play-off
| Vercelli 1º maggio 2022, ore 16:30 CEST Primo turno | Pro Vercelli       | 0 – 0 referto | Pergolettese | Stadio Silvio Piola\| Arbitro: \| Virgilio (Trapani) \| |
| Arbitro:                                            | Virgilio (Trapani) |               |              |                                                         |

| Arbitro: | Carella (Bari) |

|  |           |               |
|  | Marcatori | 58’ Compagnon |

### Coppa Italia Serie C
| Arbitro: | Calzavara (Varese) |

|                                             |                      |                                |
| Belardinelli Bunino Macchioni Silenzi Iotti | Tiri di rigore 3 – 2 | Varas Villa Arini Guiu Morello |

| Arbitro: | Zucchetti (Foligno) |

|                                    |                      |                                |
| Bunino 10’ Della Morte 48’         | Marcatori            | 35’ Poletti 61’ Piccoli        |
| Bruzzaniti Iezzi Sangiorgi Silenzi | Tiri di rigore 2 – 4 | Genevier Piccoli Nichetti Riva |

## Statistiche

### Statistiche di squadra
| Competizione         | Punti | In casa | In casa | In casa | In casa | In casa | In casa | In trasferta | In trasferta | In trasferta | In trasferta | In trasferta | In trasferta | Totale | Totale | Totale | Totale | Totale | Totale | DR |
| Competizione         | Punti | G       | V       | N       | P       | Gf      | Gs      | G            | V            | N            | P            | Gf           | Gs           | G      | V      | N      | P      | Gf     | Gs     | DR |
| -------------------- | ----- | ------- | ------- | ------- | ------- | ------- | ------- | ------------ | ------------ | ------------ | ------------ | ------------ | ------------ | ------ | ------ | ------ | ------ | ------ | ------ | -- |
| Serie C              | 55    | 19+2    | 8       | 5+1     | 6+1     | 20      | 18+1    | 19           | 6            | 8            | 5            | 21           | 22           | 40     | 14     | 14     | 12     | 41     | 41     | 0  |
| Coppa Italia Serie C | -     | 2       | 0       | 2       | 0       | 2       | 2       | 0            | 0            | 0            | 0            | 0            | 0            | 2      | 0      | 2      | 0      | 2      | 2      | 0  |
| Totale               | 55    | 23      | 8       | 8       | 7       | 22      | 21      | 19           | 6            | 8            | 5            | 21           | 22           | 42     | 14     | 16     | 12     | 43     | 43     | 0  |

### Andamento in campionato
| Giornata  | 1 | 2 | 3 | 4 | 5 | 6 | 7 | 8 | 9 | 10 | 11 | 12 | 13 | 14 | 15 | 16 | 17 | 18 | 19 | 20 | 21 | 22 | 23 | 24 | 25 | 26 | 27 | 28 | 29 | 30 | 31 | 32 | 33 | 34 | 35 | 36 | 37 | 38 |
| --------- | - | - | - | - | - | - | - | - | - | -- | -- | -- | -- | -- | -- | -- | -- | -- | -- | -- | -- | -- | -- | -- | -- | -- | -- | -- | -- | -- | -- | -- | -- | -- | -- | -- | -- | -- |
| Luogo     | C | T | C | T | C | T | C | C | T | C  | T  | C  | T  | C  | T  | T  | C  | T  | C  | T  | C  | T  | C  | T  | C  | T  | T  | C  | T  | C  | T  | C  | T  | C  | C  | T  | C  | T  |
| Risultato | V | V | V | V | N | N | P | P | N | V  | N  | P  | N  | P  | P  | P  | P  | V  | N  | N  | N  | V  | V  | N  | V  | P  | V  | N  | N  | V  | N  | V  | V  | N  | P  | P  | V  | P  |
| Posizione | 6 | 2 | 2 | 2 | 3 | 2 | 4 | 7 | 7 | 5  | 5  | 5  | 5  | 6  | 8  | 11 | 12 | 9  | 9  | 7  | 8  | 8  | 6  | 7  | 6  | 9  | 7  | 8  | 8  | 8  | 8  | 6  | 5  | 6  | 6  | 7  | 7  | 7  |

Legenda:

Luogo: C = Casa; T = Trasferta. Risultato: V = Vittoria; N = Pareggio; P = Sconfitta.